# Danmarks U/17-håndboldlandshold (piger)
Danmarks U/17-18 håndboldlandshold er det yngste ungdomslandshold i håndbold for piger i Danmark, som administeres af Dansk Håndbold. U/17-landsholdet regnes for at være blandt verdens og europas bedste hold på pigesiden, med i alt 13 medaljer vundet ved Ungdoms-OL, VM og EM siden 1992.

## Resultater

### Medaljeoversigt
| Turnering             | 1 | 2 | 3 | Total |
| --------------------- | - | - | - | ----- |
| VM i håndbold         | 2 | 2 | 1 | 5     |
| EM i håndbold         | 3 | 2 | 2 | 7     |
| Ungdomsolympiske lege | 1 | 0 | 0 | 1     |
| Total                 | 6 | 4 | 3 | 13    |

### Ungdomsolympiske lege
| År             | Runde                  | Position               | Kampe                  | V                      | U                      | T                      | MÅ+                    | MÅ-                    | +/-                    |
| -------------- | ---------------------- | ---------------------- | ---------------------- | ---------------------- | ---------------------- | ---------------------- | ---------------------- | ---------------------- | ---------------------- |
| Singapore 2010 | Finalen                | 1.                     | 4                      | 4                      | 0                      | 0                      | 139                    | 70                     | +69                    |
| Nanjing 2014   | Kvalificerede sig ikke | Kvalificerede sig ikke | Kvalificerede sig ikke | Kvalificerede sig ikke | Kvalificerede sig ikke | Kvalificerede sig ikke | Kvalificerede sig ikke | Kvalificerede sig ikke | Kvalificerede sig ikke |
| Total          | 1/2                    | 1. titler              | 4                      | 4                      | 0                      | 0                      | 139                    | 70                     | +69                    |

### Verdensmesterskabet
| År                         | Runde        | Position | Kampe | V  | U | T  | MÅ+  | MÅ-  | +/-  |
| -------------------------- | ------------ | -------- | ----- | -- | - | -- | ---- | ---- | ---- |
| Canada 2006                | Finale       | 1.       | 6     | 6  | 0 | 0  | 236  | 140  | +96  |
| Slovakiet 2008             | Semifinaler  | 3.       | 6     | 4  | 0 | 2  | 198  | 165  | +33  |
| Dominikanske Republik 2010 | Kvartfinaler | 6.       | 7     | 4  | 0 | 3  | 172  | 155  | +17  |
| Montenegro 2012            | Finale       | 1.       | 7     | 6  | 1 | 0  | 222  | 162  | +60  |
| Makedonien 2014            | Semifinaler  | 3.       | 9     | 6  | 1 | 1  | 301  | 201  | +100 |
| Slovakiet 2016             | Finale       | 2.       | 9     | 8  | 0 | 1  | 281  | 182  | +99  |
| Polen 2018                 | Kvartfinaler | 6.       | 7     | 5  | 0 | 2  | 192  | 151  | +40  |
| Nordmakedonien 2022        | Finale       | 2.       | 8     | 6  | 0 | 2  | 287  | 249  | +38  |
| Total                      | 8/8          | 2 titler | 59    | 45 | 2 | 11 | 1889 | 1405 | +484 |

### Europamesterskabet
- 1992:  Sølv
- 1994:  Bronze
- 1997: Kvalificerede sig ikke
- 1999: Kvalificerede sig ikke
- 2001: Kvalificerede sig ikke
- 2003: 4.-plads
- 2005:  Guld
- 2007: 6.-plads
- 2009:  Guld
- 2011:  Sølv
- 2013:  Bronze
- 2015:  Guld
- 2017: 6.-plads
- 2019: 4.-plads
- 2021: 4.-plads

## Spillertruppen
Den nuværende U/17-18-landsholdstrup til U/18-VM i håndbold 2022 i Nordmakedonien.
Cheftræner:  Flemming Dam Larsen
| Nr. | Navn                       | Position     | Kampe | Mål | Klub                    |
| --- | -------------------------- | ------------ | ----- | --- | ----------------------- |
| 2   | Sara Teljigovic Ibanovic   | Venstre fløj | 22    | 40  | Ajax København          |
| 4   | Julie Scaglione            | Venstre back | 22    | 154 | Ikast Håndbold          |
| 5   | Anna Hviid Bang            | Målvogter    | 11    | 4   | Gudme HK                |
| 6   | Boline Laursen             | Stregspiller | 12    | 13  | Skanderborg Håndbold    |
| 7   | Matilde Vestergaard        | Venstre fløj | 22    | 54  | HH Elite                |
| 8   | Ida Marie Wrang Nielsen    | Playmaker    | 19    | 28  | Roskilde Håndbold       |
| 9   | Laura Borg Thestrup        | Venstre back | 22    | 61  | Skanderborg Håndbold    |
| 10  | Filippa Nedovic Larsen     | Stregspiller | 19    | 23  | Skanderborg Håndbold    |
| 12  | Ida Marie Kaysen           | Målvogter    | 19    | 0   | Gudme HK                |
| 14  | Alberte Hovgaard-Hansen    | Venstre back | 8     | 6   | HEI/VRI Håndbold        |
| 17  | Julia Due Holtorf          | Stregspiller | 19    | 25  | Rudersdal Håndbold      |
| 15  | Annika Solberg Dalsage     | Playmaker    | 9     | 9   | Gudme HK                |
| 19  | Laura Galle Hansen         | Højre fløj   | 10    | 16  | SønderjyskE Håndbold    |
| 21  | Anne With Johansen         | Højre back   | 22    | 76  | Ajax København          |
| 20  | Signe Stenderup Rasmussen  | Målvogter    | 19    | 0   | Vojens Idrætsefterskole |
| 26  | Nicoline Astrid Vendelborg | Højre fløj   | 10    | 8   | TMS Ringsted            |

### Staff
| Pos.             | Navn                 |
| ---------------- | -------------------- |
| Landstræner      | Flemming Dam Larsen  |
| Assistenttræner  | Jan Barslev          |
| Holdleder        | Dorthe Huge Jonasson |
| Fysioterapeut    | Jan Valentin Ohlsen  |
| Målvogter-træner | Morten Sølling Fager |